# Euphyia infundibulata
Euphyia infundibulata är en fjärilsart som beskrevs av Achille Guenée 1857. Euphyia infundibulata ingår i släktet Euphyia och familjen mätare. Inga underarter finns listade i Catalogue of Life.